# Azenia aprepia
Azenia aprepia là một loài bướm đêm trong họ Noctuidae.